# Sarsiflustra sinica
Sarsiflustra sinica är en mossdjursart som beskrevs av Liu 1982. Sarsiflustra sinica ingår i släktet Sarsiflustra och familjen Flustridae. Inga underarter finns listade i Catalogue of Life.